# Nagroda Gildii Aktorów Ekranowych
Nagroda Gildii Aktorów Ekranowych (ang. Screen Actors Guild Award, w skrócie SAG Award) – amerykańska nagroda filmowa i telewizyjna, przyznawana corocznie od 1995 roku. Do 2012 była przyznawana przez Gildię Aktorów Ekranowych (Screen Actors Guild, SAG), zaś od 2013 przez związek zawodowy SAG-AFTRA, który powstał poprzez fuzję SAG z AFTRA. Uważana za jedną z najważniejszych nagród amerykańskiego przemysłu rozrywkowego. 
W każdej edycji nagradzane są występy aktorskie (indywidualne i grupowe) w filmach i serialach telewizyjnych, których premiera odbyła się w minionym roku kalendarzowym. Plebiscyt obejmuje 15 kategorii, w tym 6 kinowych i 9 telewizyjnych. Nominowani, a następnie laureaci są wyłaniani w wyniku głosowania 2500 osób, corocznie wybranych losowo spośród członków SAG-AFTRA. Poza kategoriami konkursowymi, przyznawana jest także honorowa nagroda za całokształt twórczości, o której laureatach decyduje Krajowy Komitet Honorów i Hołdów (National Honors and Tributes Committee) SAG-AFTRA.
Ceremonie wręczenia nagród odbywają się w Los Angeles, zazwyczaj w Shrine Auditorium. Są transmitowane na żywo, do 2022 przez kanały telewizyjne, a od 2023 przez serwis strumieniowy Netflix.

## Lista kategorii
Kategorie filmowe
- Najlepszy występ zespołu aktorskiego w filmie kinowym(inne języki)
- Najlepszy występ aktora w roli pierwszoplanowej
- Najlepszy występ aktorki w roli pierwszoplanowej
- Najlepszy występ aktora w roli drugoplanowej
- Najlepszy występ aktorki w roli drugoplanowej
- Najlepszy występ zespołu kaskaderskiego w filmie kinowym(inne języki)

Kategorie telewizyjne
- Najlepszy występ zespołu aktorskiego w serialu dramatycznym(inne języki)
- Najlepszy występ zespołu aktorskiego w serialu komediowym(inne języki)
- Najlepszy występ aktora w serialu dramatycznym(inne języki)
- Najlepszy występ aktorki w serialu dramatycznym(inne języki)
- Najlepszy występ aktora w serialu komediowym(inne języki)
- Najlepszy występ aktorki w serialu komediowym(inne języki)
- Najlepszy występ zespołu kaskaderskiego w serialu telewizyjnym(inne języki)
- Najlepszy występ aktora w miniserialu lub filmie telewizyjnym(inne języki)
- Najlepszy występ aktorki w miniserialu lub filmie telewizyjnym(inne języki)

Nagroda pozakonkursowa
- Nagroda Gildii Aktorów Ekranowych za całokształt twórczości

## Lista ceremonii
| Nr  | Data             | Miejsce                       | Stacja / platforma        |
| --- | ---------------- | ----------------------------- | ------------------------- |
| 1.  | 25 lutego 1995   | Universal Studios Hollywood   | NBC                       |
| 2.  | 24 lutego 1996   | Santa Monica Civic Auditorium | NBC                       |
| 3.  | 22 lutego 1997   | Shrine Auditorium             | NBC                       |
| 4.  | 8 marca 1998     | Shrine Auditorium             | TNT                       |
| 5.  | 7 marca 1999     | Shrine Auditorium             | TNT                       |
| 6.  | 12 marca 2000    | Shrine Auditorium             | TNT                       |
| 7.  | 11 marca 2001    | Shrine Auditorium             | TNT                       |
| 8.  | 10 marca 2002    | Shrine Auditorium             | TNT                       |
| 9.  | 9 marca 2003     | Shrine Auditorium             | TNT                       |
| 10. | 22 lutego 2004   | Shrine Auditorium             | TNT                       |
| 11. | 5 lutego 2005    | Shrine Auditorium             | TNT                       |
| 12. | 29 stycznia 2006 | Shrine Auditorium             | TNT i TBS                 |
| 13. | 28 stycznia 2007 | Shrine Auditorium             | TNT i TBS                 |
| 14. | 27 stycznia 2008 | Shrine Auditorium             | TNT i TBS                 |
| 15. | 25 stycznia 2009 | Shrine Auditorium             | TNT i TBS                 |
| 16. | 23 stycznia 2010 | Shrine Auditorium             | TNT i TBS                 |
| 17. | 30 stycznia 2011 | Shrine Auditorium             | TNT i TBS                 |
| 18. | 29 stycznia 2012 | Shrine Auditorium             | TNT i TBS                 |
| 19. | 27 stycznia 2013 | Shrine Auditorium             | TNT i TBS                 |
| 20. | 18 stycznia 2014 | Shrine Auditorium             | TNT i TBS                 |
| 21. | 25 stycznia 2015 | Shrine Auditorium             | TNT i TBS                 |
| 22. | 30 stycznia 2016 | Shrine Auditorium             | TNT i TBS                 |
| 23. | 29 stycznia 2017 | Shrine Auditorium             | TNT i TBS                 |
| 24. | 21 stycznia 2018 | Shrine Auditorium             | TNT i TBS                 |
| 25. | 27 stycznia 2019 | Shrine Auditorium             | TNT i TBS                 |
| 26. | 19 stycznia 2020 | Shrine Auditorium             | TNT i TBS                 |
| 27. | 4 lutego 2021    | —                             | TNT i TBS                 |
| 28. | 27 lutego 2022   | Barker Hangar                 | TNT i TBS                 |
| 29. | 26 lutego 2023   | Fairmont Century Plaza        | Netflix (poprzez YouTube) |
| 30. | 24 lutego 2024   | Shrine Auditorium             | Netflix                   |
| 31. | 23 lutego 2025   | Shrine Auditorium             | Netflix                   |